# سرو توره
سرو توره (به اسپانیایی: Cerro Torre) یک کوه در آرژانتین است که در منطقه ماژلان و جنوبگان شیلی واقع شده‌است. سرو توره ۳٬۱۲۸ متر بالاتر از سطح دریا واقع شده‌است.